# Kostas Karamanlis
Kostas Karamanlis (fulde navn: Konstantínos Alexándrou Karamanlís, Κωνσταντίνος Αλεξάνδρου Καραμανλής; født 14. september 1956) er en græsk politiker, der var Grækenlands premierminister fra 2004 til 2009. Han tabte efter to perioder til Georgios Andrea Papandreou fra det panhellenske socialistparti (PASOK).
Kostas Karamanlís er nevø af Konstantinos Karamanlis, en tidligere premierminister og græsk præsident.
- Wikimedia Commons har flere filer relateret til Kostas Karamanlis

1. ↑  Navnet er anført på engelsk og stammer fra Wikidata hvor navnet endnu ikke findes på dansk.
2. ↑  Navnet er anført på engelsk og stammer fra Wikidata hvor navnet endnu ikke findes på dansk.
3. ↑  Navnet er anført på engelsk og stammer fra Wikidata hvor navnet endnu ikke findes på dansk.
4. ↑  Navnet er anført på engelsk og stammer fra Wikidata hvor navnet endnu ikke findes på dansk.
5. ↑  Navnet er anført på engelsk og stammer fra Wikidata hvor navnet endnu ikke findes på dansk.